# Hyperpyron

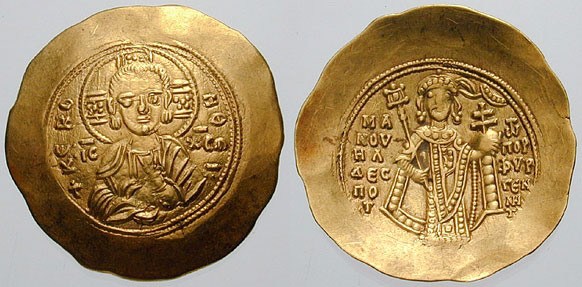
Hyperpyronul lui Manuel I Comnen, bătut la Constantinopol. Avers: + KE RO-HQEI, Bustul Lui Hristos, din față; IC XC la stânga și la dreapta; revers: MA/NOV/ÊL/DES/PO/T[ES] în stânga, Ô monogramă și POR/FYR/GEN/NÊ/T[OS] (pentru Manuel, prinț, porfirogenetul), în dreapta, Manuel stând cu fața, labarum și globus cruciger, Manus Dei / Mâna Lui Dumnezeu asupra capului împăratului, îl încoronează.

Hyperpyron (greacă ὑπέρπυρον, „foarte rafinat”, la plural: hyperpyra), sau hyperper, sau încă: hyperperion, este o monedă bizantină, în Evul Mediu.

## Etimologie
Denumirea monedei hyperpyron provine din sintagma greacă nomisma hyperpyron, (în scriere greacă νόμισμα ὑπέρπυρον): „nomisma foarte rafinată”.

## Istorie
A fost creată de împăratul Alexios I Comnen în 1092 pentru a înlocui nomisma, versiunea bizantină a solidusului. Hyperpyronul era din aur de cea mai bună calitate (în general, având titlul de 900‰, până la 950‰, de unde și numele său) și cântărea între 4,45 și 4,48 grame. Această monedă a fost denumită în Occident și bezant / besant (de aur). Besant este abrevierea sintagmei Byzantius nummus, adică monedă din Bizanț.
Valora 5 ducați sau 20 nomisma, deși valoarea monedelor având acest nume diferea în Cipru și în alte țări mediteraneene.

## Posteritatea hyperpyronului
- Denumirile monedelor sârbești și muntenegrene perper își au originea în denumirea monedei bizantine hyperpyron, denumite și hyperper.